# Jim Dine
Jim Dine (16. června 1935 Cincinnati) je americký výtvarník. Věnuje se malbě, grafice, sochařství i fotografii, píše také poezii. Ve své tvorbě navazuje na dadaismus, bývá řazen i k pop-artu a abstraktnímu expresionismu. Charakteristická je pro něj záliba ve výrazných barvách, leitmotivem jeho tvorby je inspirace antikou, tvarem srdce, oděvem, řemeslnickým nářadím a postavou Pinocchia, v níž vidí metaforu vztahu mezi skutečností a jejím uměleckým zpracováním.
V roce 1957 získal titul bakaláře umění na Ohijské státní univerzitě. Spolu s Claesem Oldenburgem založil v New Yorku Judson Gallery a patřil k průkopníkům happeningu. Roku 1962 se zúčastnil přelomové výstavy New Painting of Common Objects v pasadenském Norton Simon Museum. V roce 1965 byl pozván přednášet na Yaleovu univerzitu a v letech 1966 až 1971 pobýval v Londýně, kde spolupracoval s Eduardem Paolozzim.
Ve své umělecké kariéře, která trvá šest desetiletí, měl přes 300 samostatných výstav. Je členem Americké akademie umění a literatury a římské Akademie svatého Lukáše. Získal Řád umění a literatury (2003) a Řád čestné legie (2018).

## Galerie

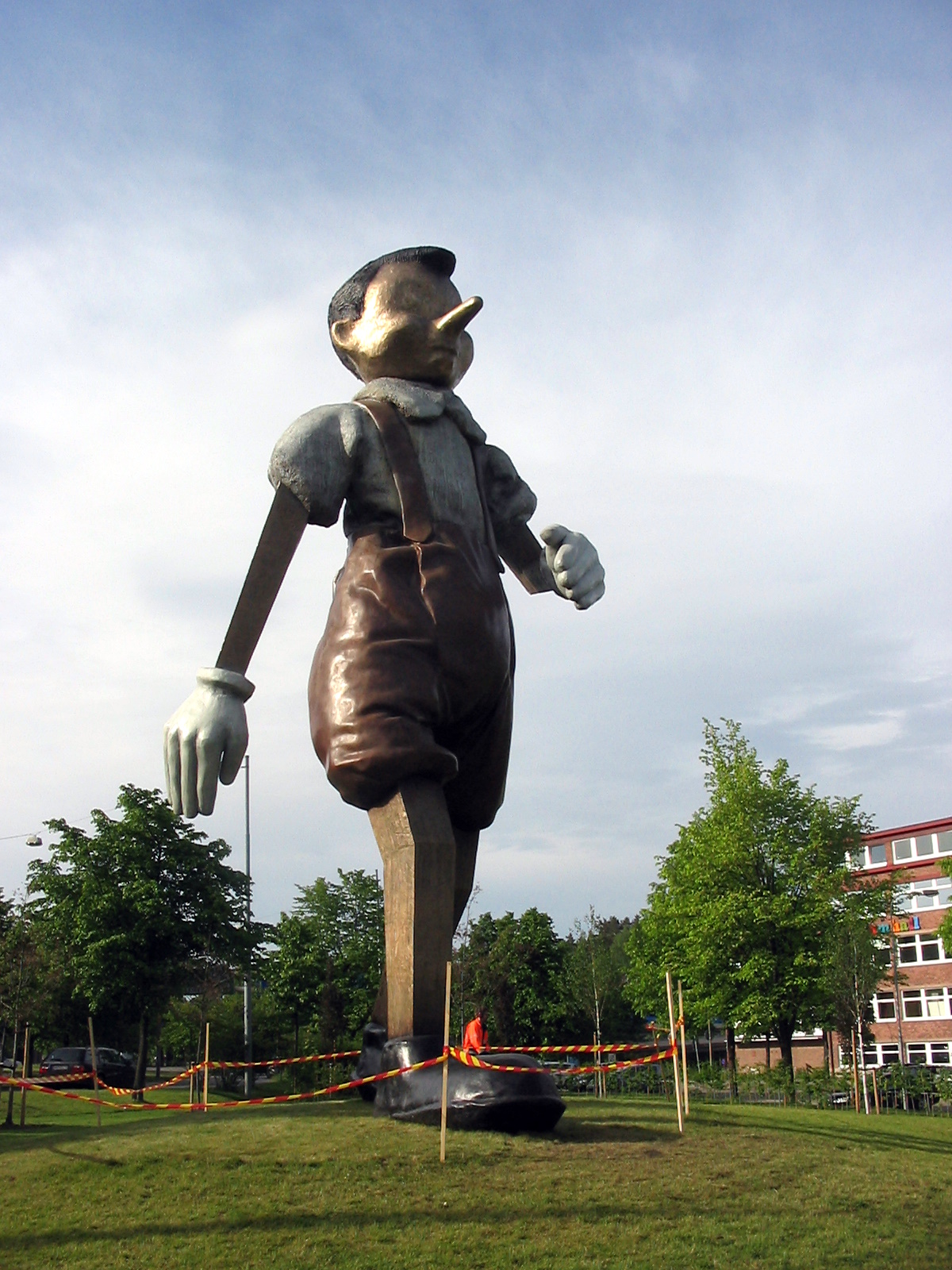
Socha Pinocchia ve švédském městě Borås
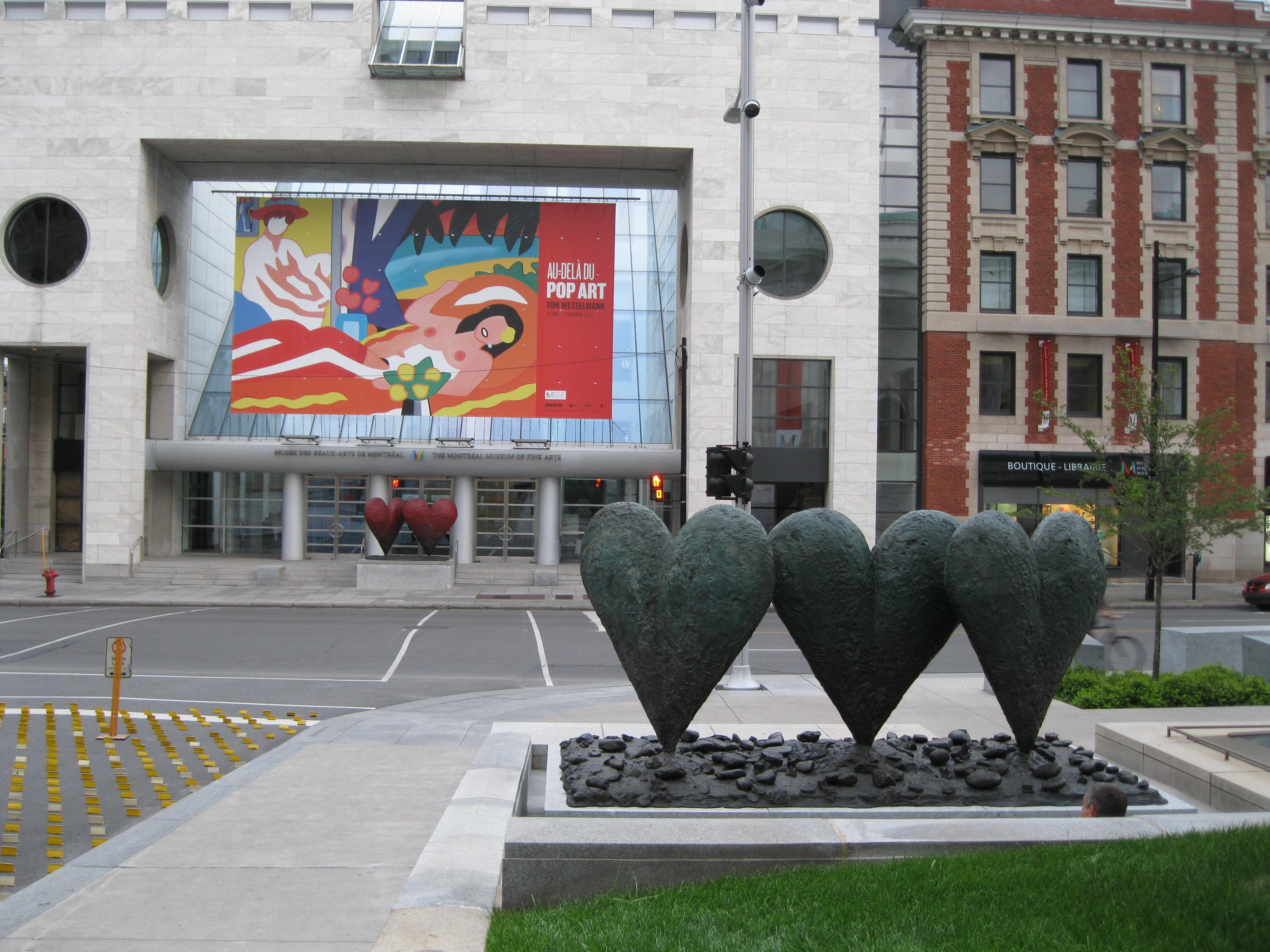
Tři srdce na skále